# 神刀
《神刀》（英語：The Sword of Swords）是1968年程刚指导，王羽、田丰主演的一部香港電影，影片主要讲述的是师兄弟二人因为一把武器而相互争斗的故事。该影片也是王羽第一次参演其他导演的作品。

## 劇情簡介
一位大侠在病逝前，将自己的一把江湖上的传说武器神刀交给自己的弟子凌震霄，而他的这个行为，自然是遭到了其师兄方世雄的嫉妒，并在之后不断的找凌震霄的麻烦，甚至杀死了凌震霄大部分家人。
而在这之后，凌震霄和自己的幼子活了下来。
随后凌震霄用自己的方式击败了师兄，结束了师兄对自己的纠缠。

## 演员表
- 王羽
- 舒佩佩
- 黄宗迅
- 田丰
- 井淼
- 杨志卿
- 欧阳莎菲
- 李允中
- 唐佳
- 李菁
- 陈全
- 陈云华
- 何柏光
- 徐松鹤
- 王青
- 胡同
- 陈绍佳
- 伍元勳
- 卢慧
- 黄培基
- 文秀
- 王钟
- 沈劳
- 任世官
- 潘爱伦
- 刘家良
- 郝履仁

## 职员表
- 制片人 :邵仁枚
- 音乐 :王福龄
- 美术: 陈景森
- 化妆:方圆
- 动作特技 :刘家良
- 其它: 王永华

## 相關連結
- 豆瓣电影上《神刀》的資料 （简体中文）
- 互联网电影数据库（IMDb）上《神刀》的资料（英文）